# 植木日
植木日（韩语：／ Singmogil）是大韓民國公共節日，日期為每年的4月5日，旨在鼓勵國民植樹。

## 概要
日治時代，朝鮮總督府初代總督寺內正毅上將在任時，看到朝鮮半島荒蕪的山河，決定做出行動，恢復朝鮮半島的自然植被，遂啓動了在半島治山治水的十年計畫。在這個計畫的實施下，半島每年暴發的洪水大幅減少，水田面積在1910年至1927年間從847000町（約8400平方公里）翻了一番，增加至1620000町（約16066.12平方公里）。此外，為了讓朝鮮人養成愛林思想，農林局自1911年起每年進行植樹紀念活動，30年間種下了5億9000萬株樹。此即愛林日，在4月3日神武天皇祭時度過。
第二次世界大戰後的1946年，大韓民國政府確立了植木日。1949年，《官公署公休日相關件》確立植木日為公共節日。1960年，由於防沙日的確立，植木日移出公休日之列。次年，植木日再次確立為公休日。1973年，《各種紀念日等相關規定》確立植木日為紀念日。1990年，將植木日移出公休日之列的意見提出，但由於4月5日在大韓民國也是寒食、清明等節日，植木日仍屬公休日。但植木日最終自2006年起還是移出了公休日之列。
與韓國相反，在戰後的朝鮮民主主義人民共和國，人們再次濫加採伐開墾，於是山林減少，變回原先光禿的樣子。